# Tabatière Choiseul
Les tabatières Choiseul sont des tabatières en or et en cristal, créées pour le duc de Choiseul (1719-1785), ministre du Roi Louis XV. Elle sont décorées, l'une et l'autre, de miniatures par Louis-Nicolas Van Blarenberghe.

## Historique
On ignore les circonstances de la création de ces tabatières. Est-ce une commande du duc lui-même ? Est-ce la commande d'un proche souhaitant faire un cadeau au duc de Choiseul ? Le duc de Choiseul a exercé divers ministères importants sous Louis XV sous la protection de madame de Pompadour. Mais l'influence de madame du Barry met fin à son dernier ministère de 12 ans le 24 décembre 1770. Le duc est exilé à Chanteloup, ses collections seront plus tard dispersées, son hôtel situé rue de Richelieu sera détruit pour une opération immobilière.
Propriété de la famille Rothschild depuis le milieu du XIXe siècle, la tabatière aujourd'hui au Musée du Louvre a été acquise début 2023 pour un prix de 3 900 000 euros dans le cadre d'une campagne de mécénat.
Cette boite a son pendant, exécuté vers 1767 pour présenter six vues de l'autre demeure du duc de Choiseul : le château de Chanteloup, aujourd'hui disparu et autrefois situé en Touraine, près d'Amboise. Cette autre boite appartint au baron Henri de Rothschild, à Paris, puis au début des années 1950 à Mr et Mrs Wrightsman, de New-York, qui en firent don au Metropolitan Museum of Art, en 1976. Les deux boites diffèrent par leur forme et par leur décoration : celle sur Chanteloup n'a pas - ou plus - les angles coupés et son armature offre un décor floral. Elles diffèrent aussi par l'angle de présentation : la tabatière du Louvre met en scène le duc de Choiseul dans les intérieurs de son intimité et de l'exercice de ses fonctions. La tabatière du Metropolitan Museum of Art montre, sous différents aspects, les extérieurs de sa fastueuse demeure campagnarde.

## Description de la tabatière du Louvre
Source :  
La tabatière, exécutée par l'orfèvre Louis Roussel (†1787), a la forme d'un parallélépipède à pans coupés. Chacune de ses faces, y compris le couvercle et le revers de cette boite, sont décorées d'une miniature enchâssée derrière une plaque en cristal, représentant trois différentes pièces de l'hôtel de Choiseul, deux pièces de l'appartement de Choiseul dans l'aile des ministres du château de Versailles, et la Grande Galerie du Louvre, alors qu'elle abritait la collection des plans reliefs.

### Couvercle: la chambre bleue de l'hôtel de Choiseul

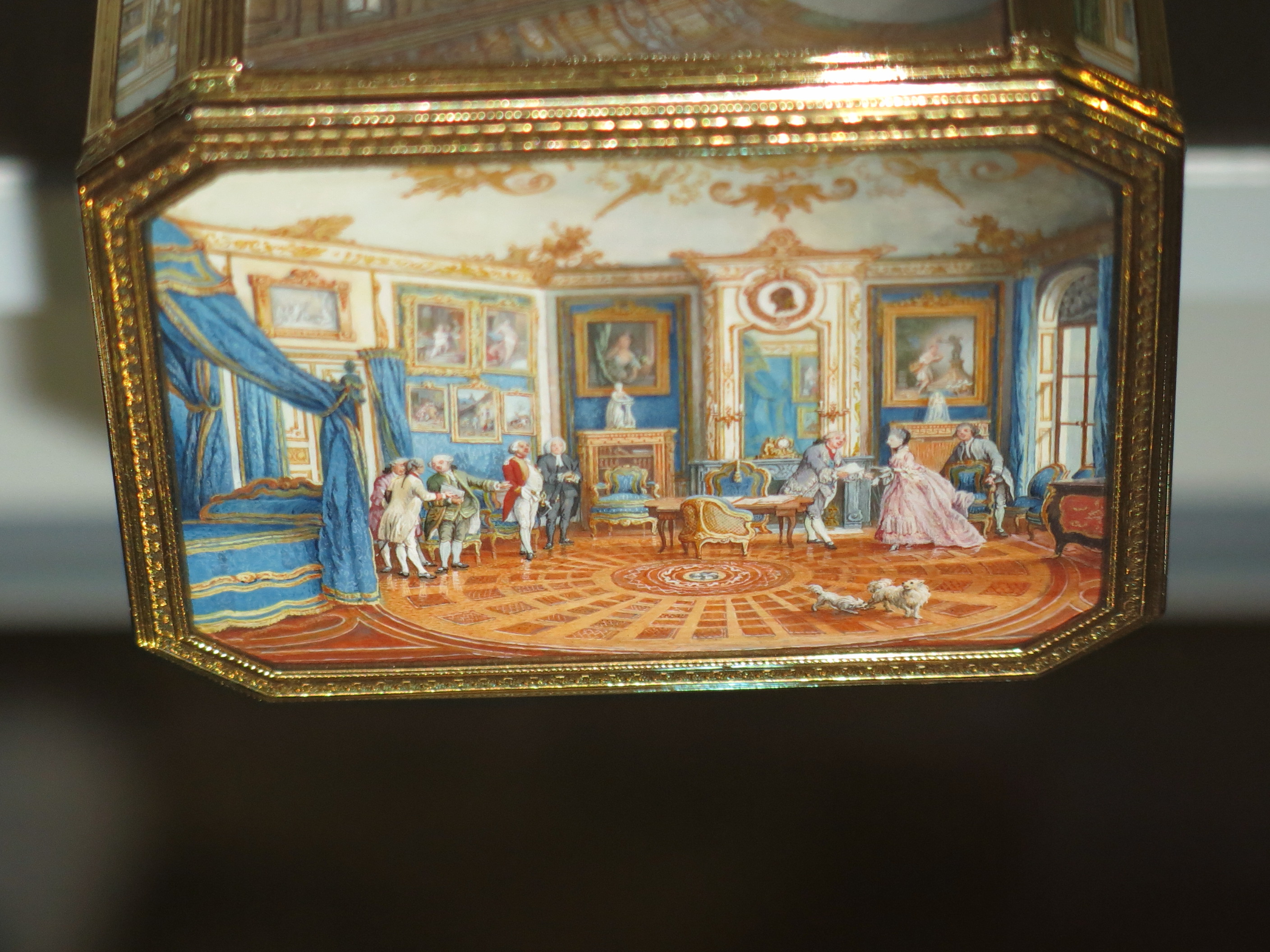

La pièce, à l'étage dans l'aile droite de l'hôtel, comporte sur la gauche un lit à la polonaise bleu, des murs bleu décoré de nombreuses peintures. Le sol est une riche marqueterie à motifs concentriques. Sur la droite du mobilier et une fenêtre ouvrant sur l'extérieur. Il est à noter que les peintures sont les réelles peintures présentes dans l'hôtel et dont beaucoup sont identifiables.
Sur la gauche, des personnes de qualité devisent. Sur la droite, le duc accueille une femme à laquelle un valet apporte un siège. C'est peut-être la duchesse de Gramont, sa sœur. Des chiens jouent sur le parquet.

### Sous la boîte: premier cabinet dans l'hôtel de Choiseul

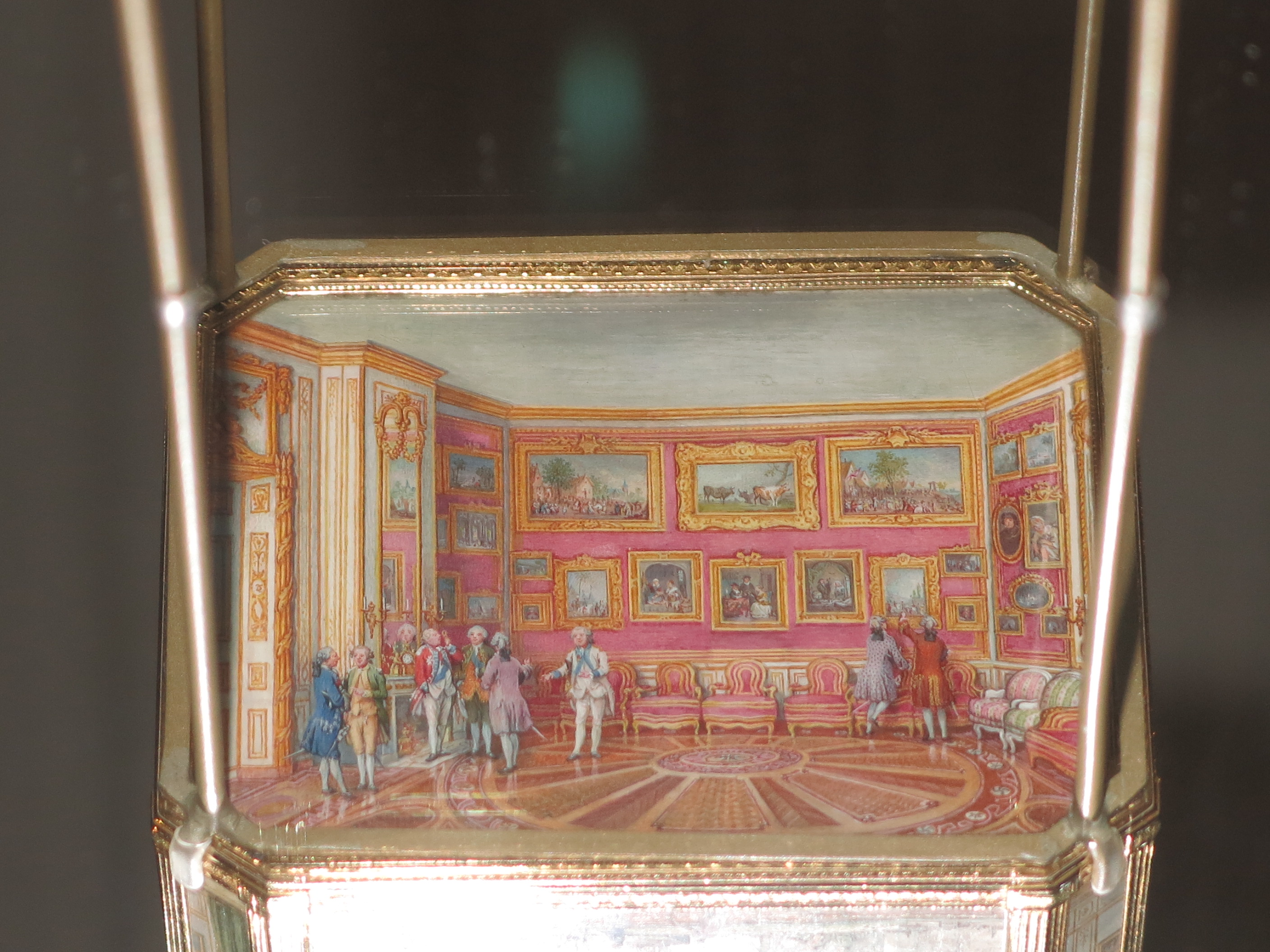

C'est le premier cabinet, au rez de chaussée dans l'aile droite de l'hôtel, entre les antichambres et la grande galerie, située face au jardin. où le duc de Choiseul exposait, sous une voute peinte par Charles de La Fosse, sa collection de peintures principalement flamandes et hollandaises. Ici aussi, dans ce premier cabinet, la plupart des peintures sont identifiables. Sur la gauche, des amateurs admirent de près des peintures. Sur la droite un groupe d'hommes discute autour du duc de Choiseul en uniforme de colonel général des Suisses et avec une loupe à la main. La grande porte, sur le côté de la miniature, parait donner accès à la grande galerie. Au sol, une marqueterie remarquable.

### Face latérale gauche: la chambre de Choiseul à Versailles

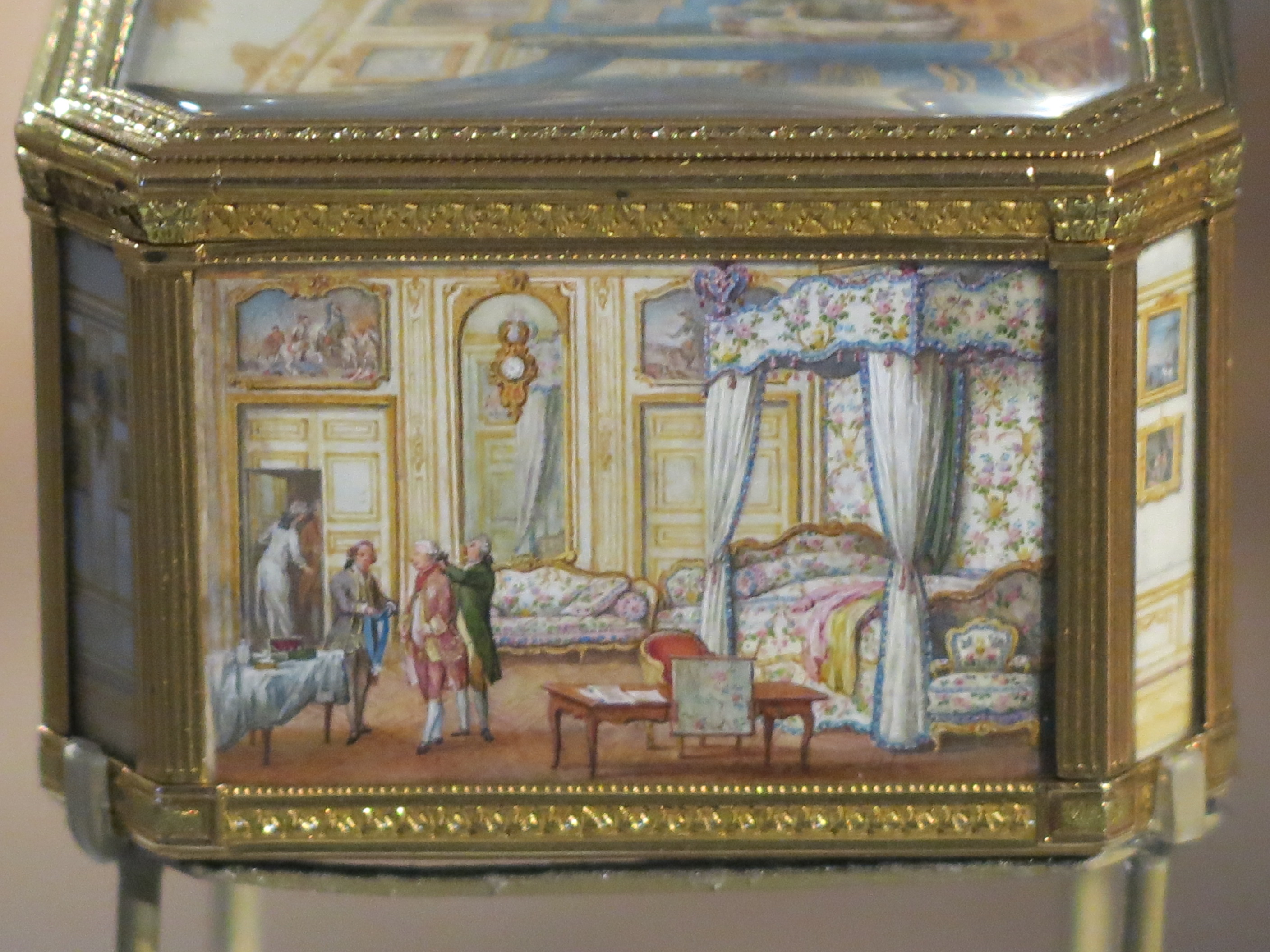

Dans l'aile des ministres du château de Versailles (aile sud, sur la gauche en entrant dans la cour d'honneur), c'est une scène presque intimiste : des serviteurs finissent d'habiller le duc dans sa chambre avec un lit à baldaquin et des murs tendus de blanc. Un valet s'apprête à lui passer le cordon de l'ordre du Saint-Esprit facilement reconnaissable à sa couleur bleue.

### Face latérale droite: le cabinet octogone

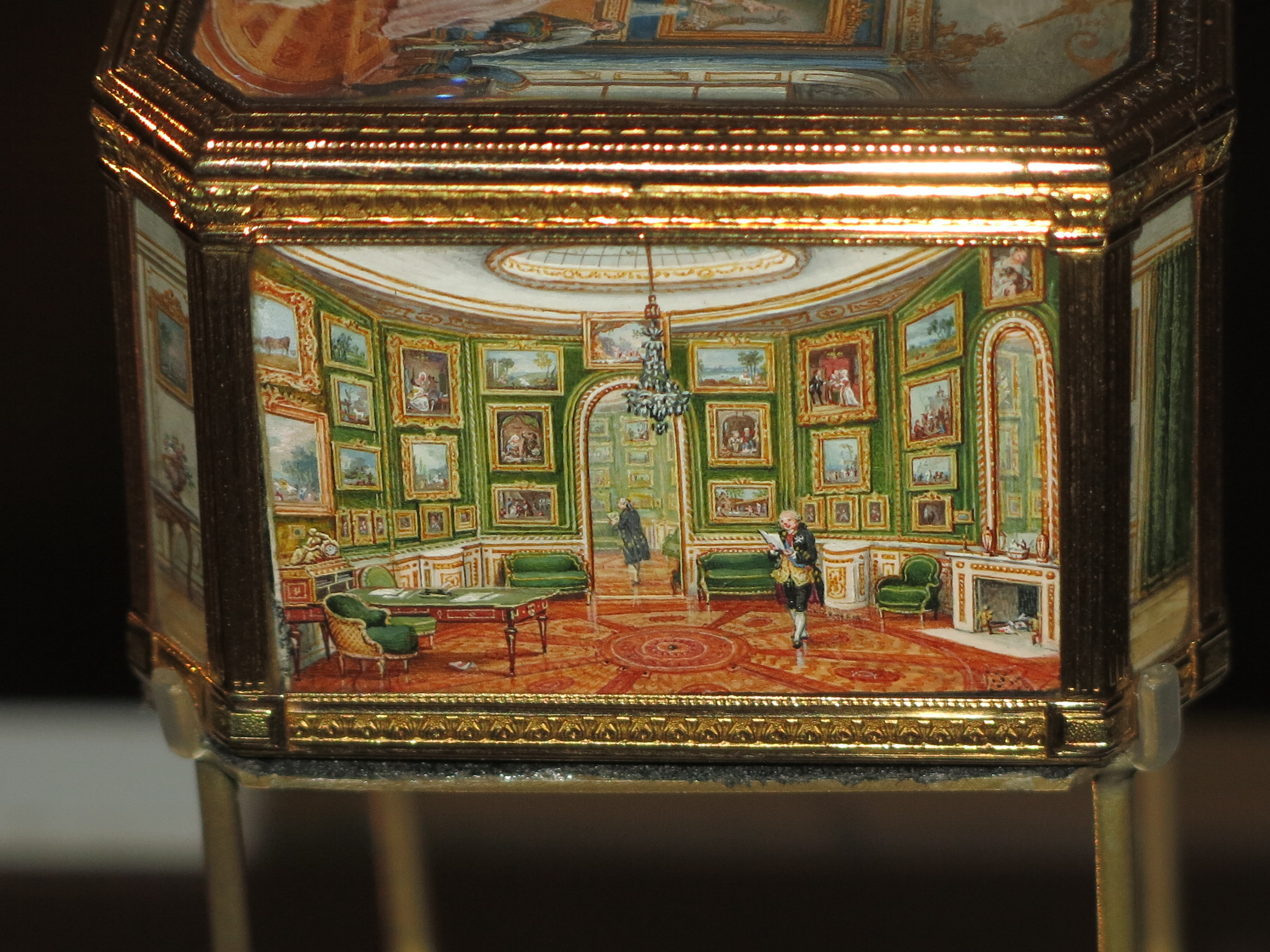

C'est une pièce de forme octogonale aménagée à l'étage et au centre de l'hôtel de Choiseul, jouxtant la chambre bleue, par le duc de Choiseul en 1763 avec une couleur verte dominante pour exposer des peintures. Elle est dotée d'un éclairage zénithal qui était une nouveauté à l'époque. Le ministre est représenté seul, costumé en noir, faisant les cent pas et lisant des documents. Il se reflète dans un des grands miroirs dont la pièce est dotée.

### Face antérieure: l'appartement du ministre à Versailles

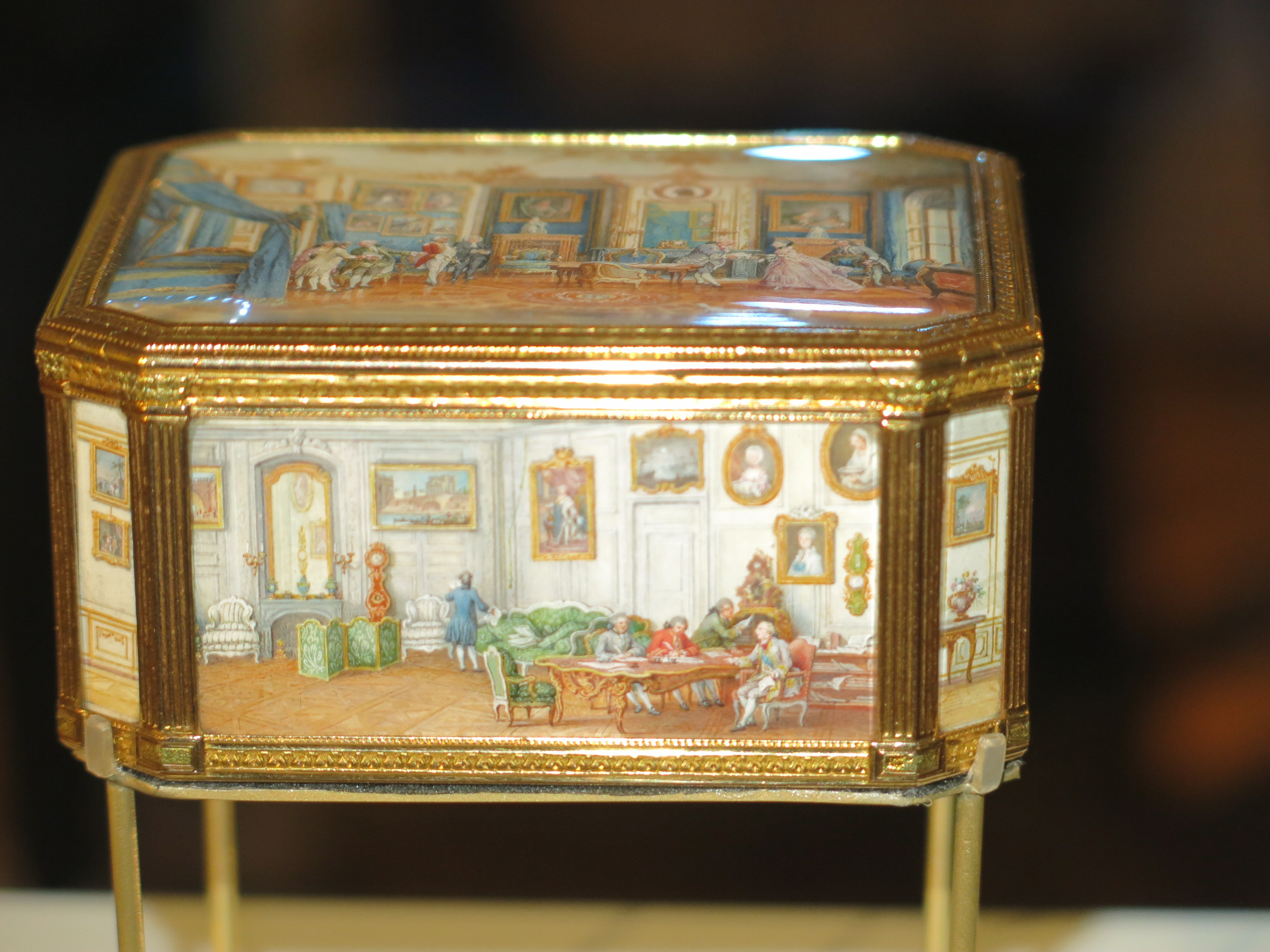

Dans le bureau de Choiseul, dans l'aile des ministres du château de Versailles (aile sud, sur la gauche en entrant dans la cour d'honneur), c'est une salle de travail avec une table où le duc dicte à deux secrétaires.
Le bureau sur lequel le ministre travaille est identifié. Après Choiseul, il fut la propriété de Talleyrand puis du chancelier autrichien Metternich.
Les peintures accrochées sur les murs sont politiques : le roi Louis XV peint par Louis-Michel van Loo, madame de Pompadour, protectrice du duc, la duchesse de Gramont, sœur du duc, une vue imaginaire de Rome en souvenir de la première ambassade du duc.

### Face postérieure: les plans-reliefs dans la grande galerie du Louvre

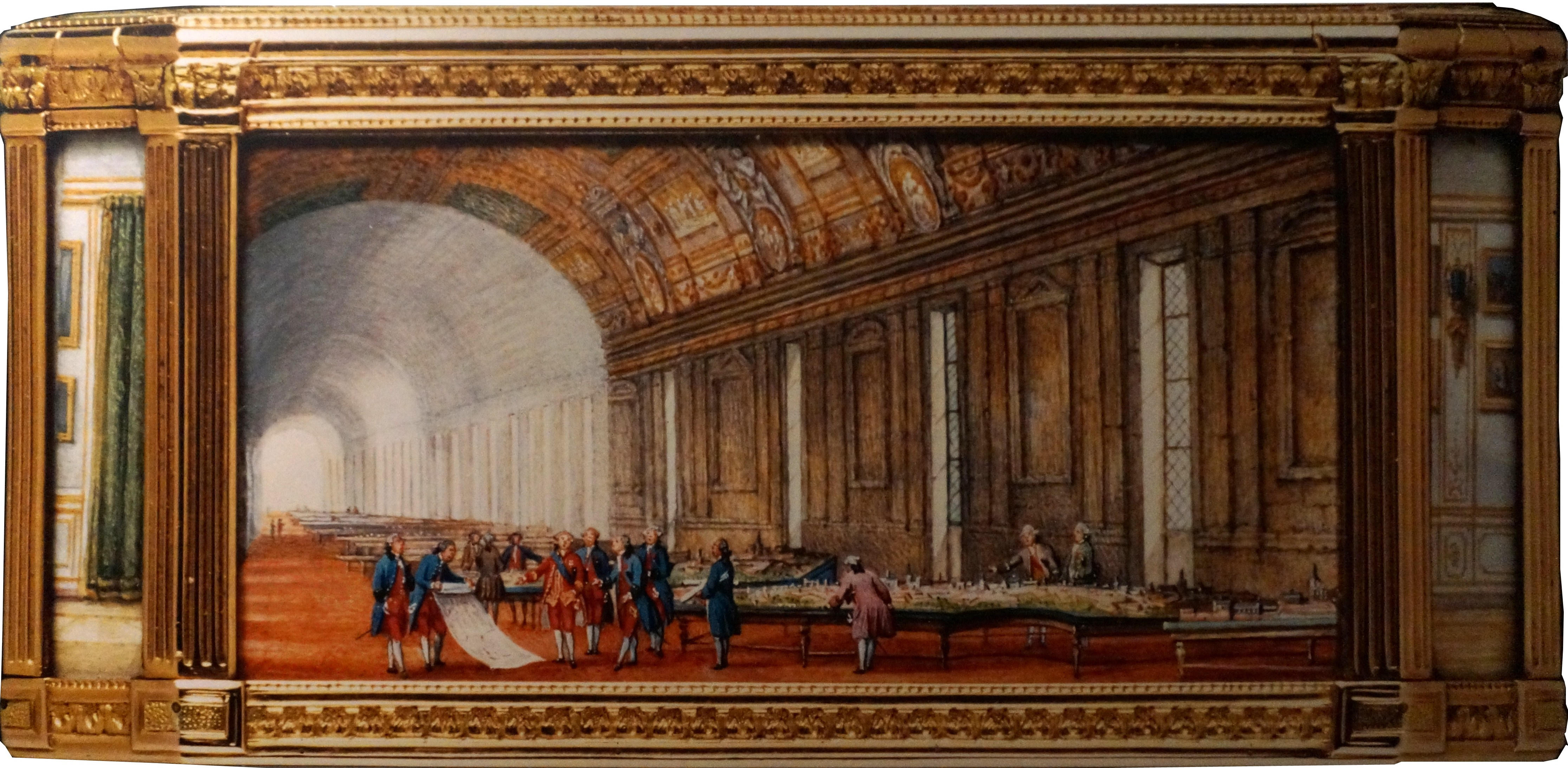

Les plans-reliefs sont des maquettes des fortifications, notamment celles construites par Vauban pendant le règne de Louis XIV : Grenoble, Brest, Cherbourg.... Au nombre de 144 et à l'échelle 1/600, ces maquettes ont été réalisées par Louvois afin d'éclairer Louis XIV qui ne quittait plus guère son cabinet de travail. Sous Louis XV, elles étaient exposées dans la Grande Galerie du Louvre. Elles sont maintenant au Musée de l'Armée des Invalides. C'est le sujet de cette face de la tabatière. La tabatière présente aussi le projet non abouti de décoration de la grande galerie par Nicolas Poussin. Le duc de Choiseul avec son grand cordon de l'Ordre du Saint-Esprit se trouve au centre d'un groupe d'ingénieurs militaires avec qui il discute et auxquels il commente une carte. Cette gravure est un témoignage unique de l'aménagement de la grande galerie à cette époque. Mais la largeur de la galerie est amplifiée par rapport à la réalité.

## Description de la tabatière du Metropolitan Museum of Art

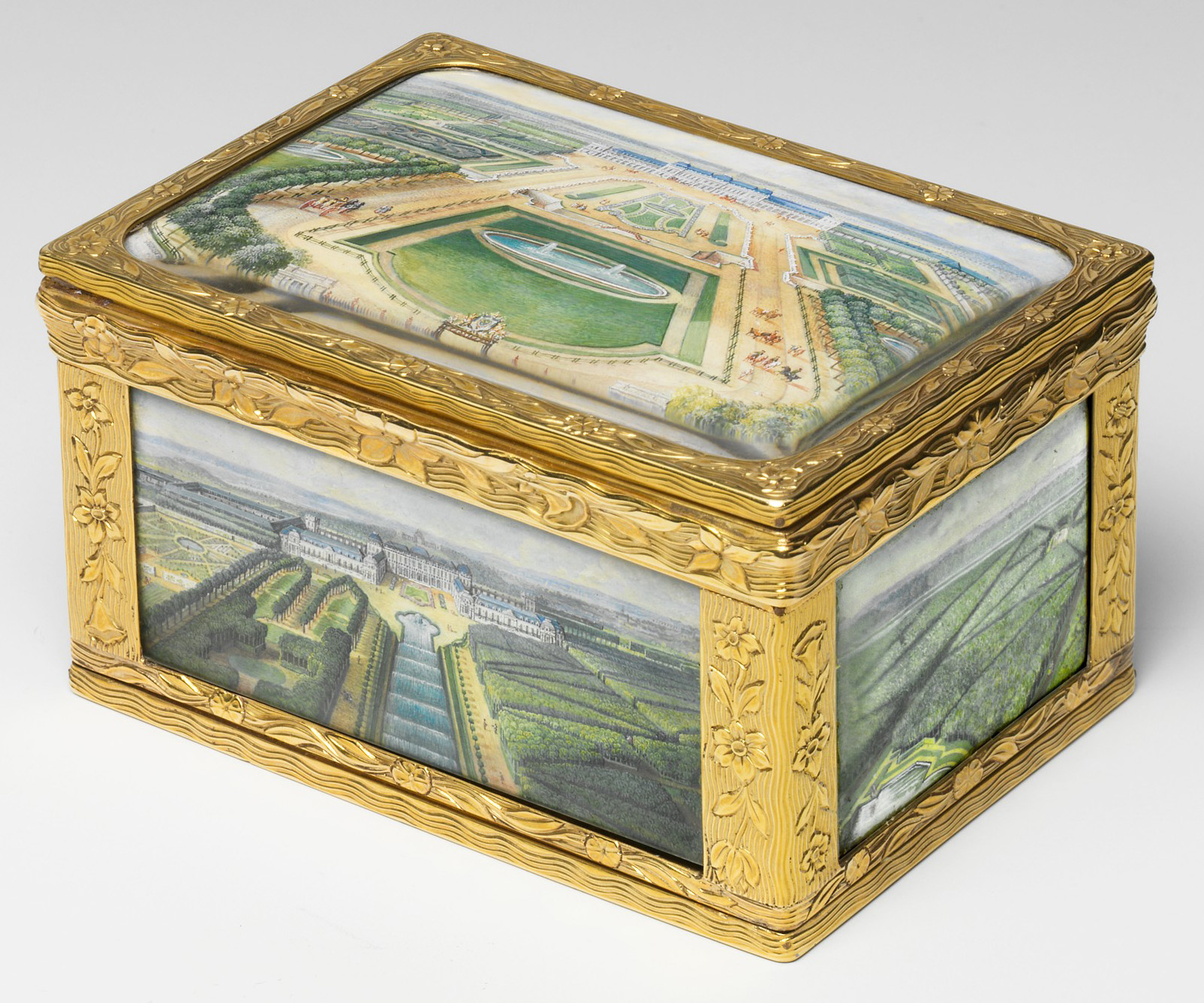
Tabatière Choiseul (Chanteloup)

La tabatière sur le château de Chanteloup n'a pas les angles en pans coupés et sa monture présente un décor                                                             floral. Cette monture est attribuée à Pierre-François Delafons,. Un démontage des miniatures, en 1969, a toutefois permis de constater que cette monture n'est pas celle d'origine et que celle-ci était aussi à pans coupés. La vue sur le couvercle de la boite est datée 1767, ce qui situe l'exécution des miniatures avant la disgrâce du duc de Choiseul et son exil à Chanteloup, en décembre 1770, et avant la construction de la pagode de Chanteloup, en 1775.
D'autres vues de Chanteloup, plus grandes et plus tardives, sont attribuées aussi à  Louis-Nicolas Van Blarenberghe,,,,.

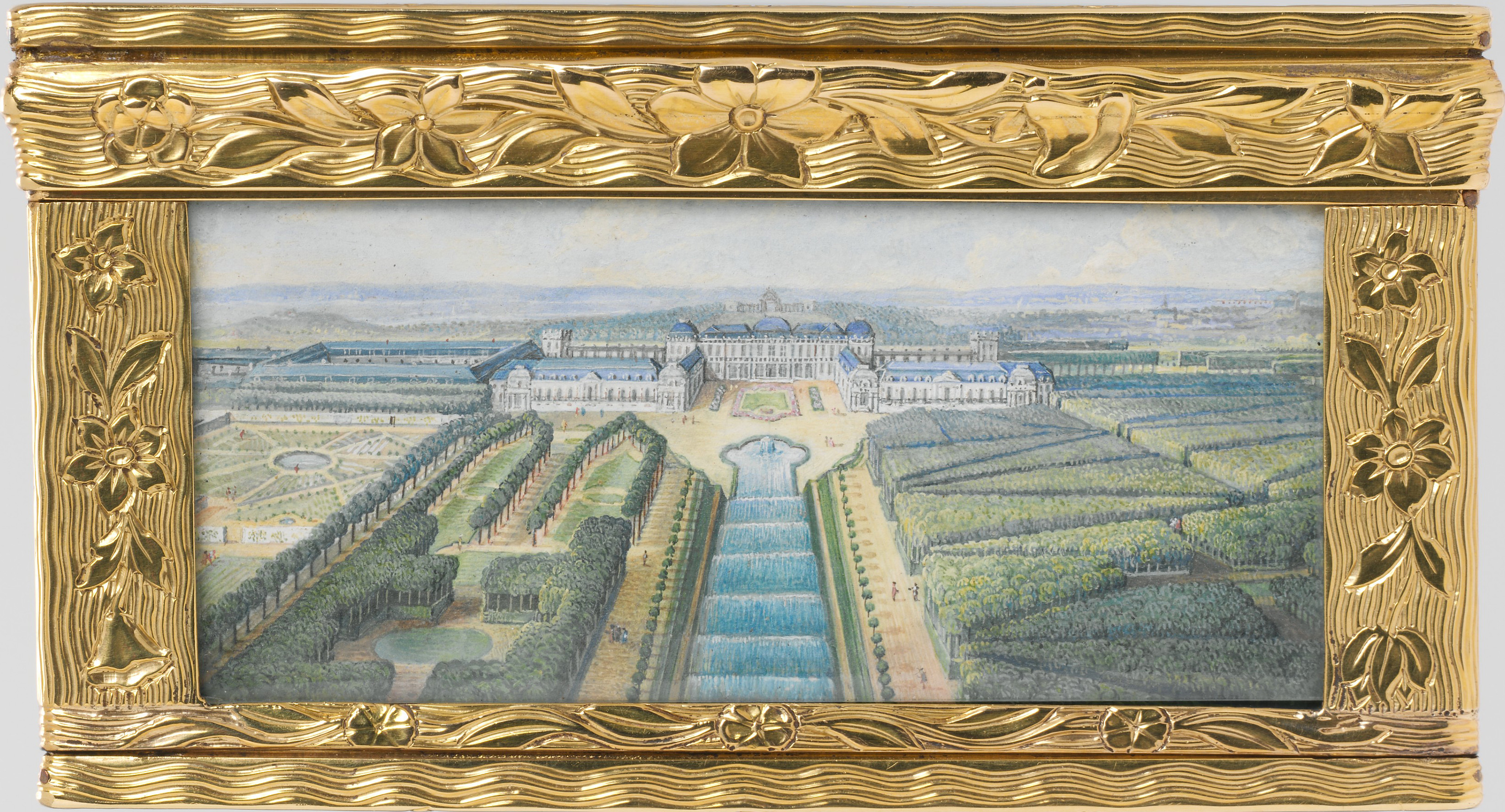
Tabatière Choiseul (Chanteloup), face antérieure : façade sur parc

### Couvercle: vue frontale du château de Chanteloup

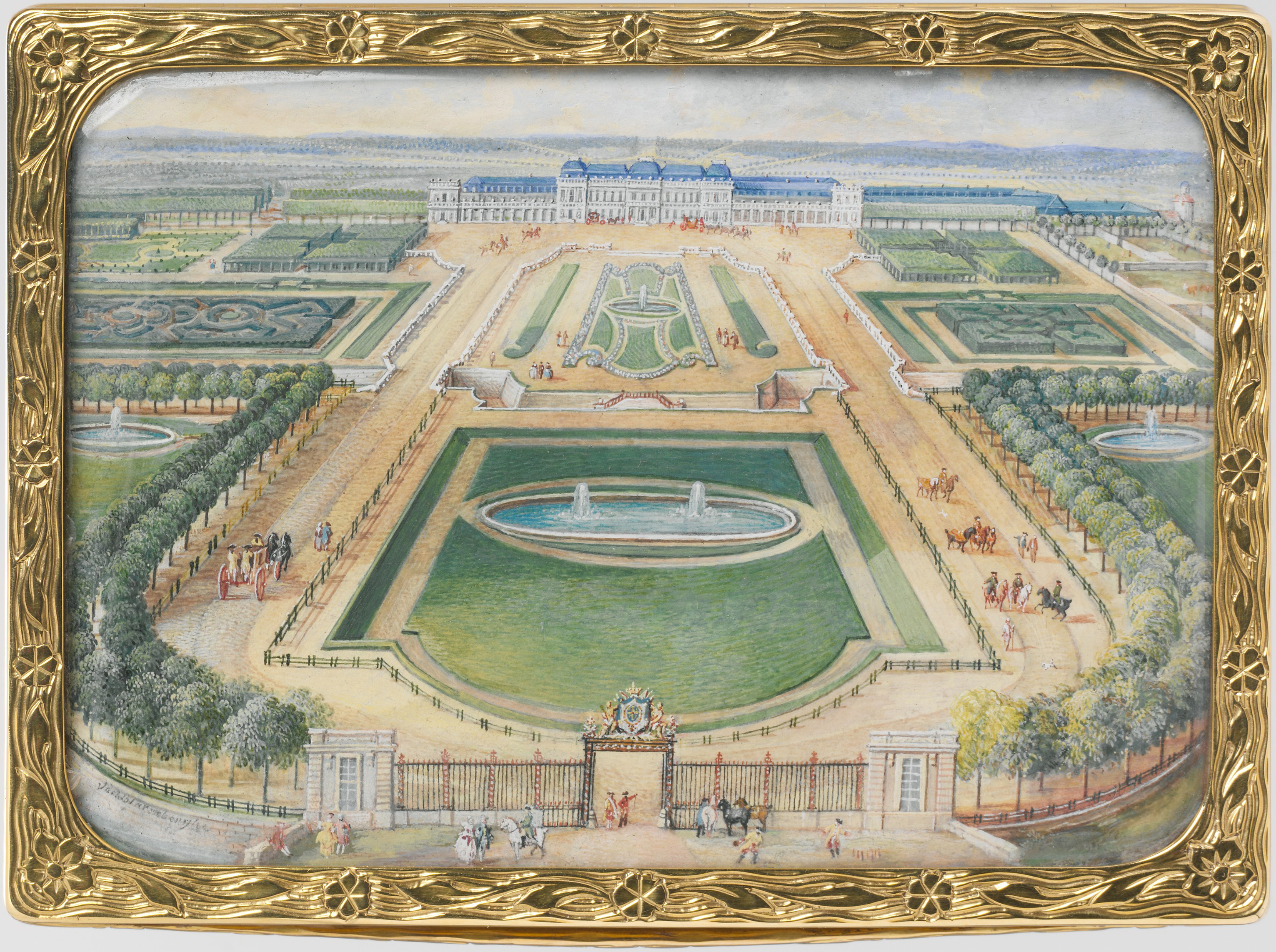
Dessus de la boite : château de Chanteloup vu de la grille d'entrée

Vue du château depuis la grille d'"entrée.

### Sous la boite: vue du parc du château de Chanteloup
Vue du parc de Chanteloup avec la cascade et la demi-lune

### Face latérale gauche

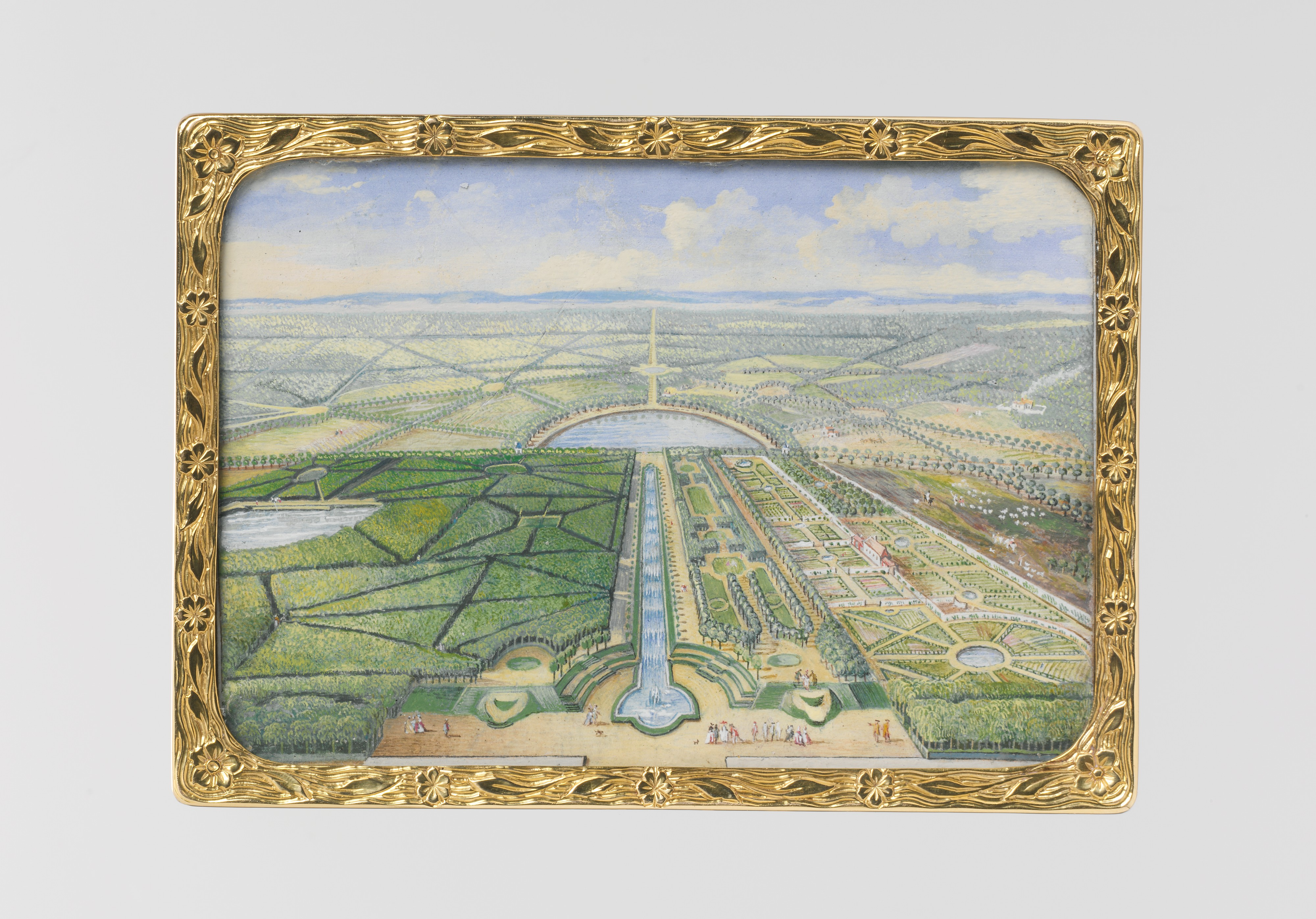
Sous la boite : vue du parc

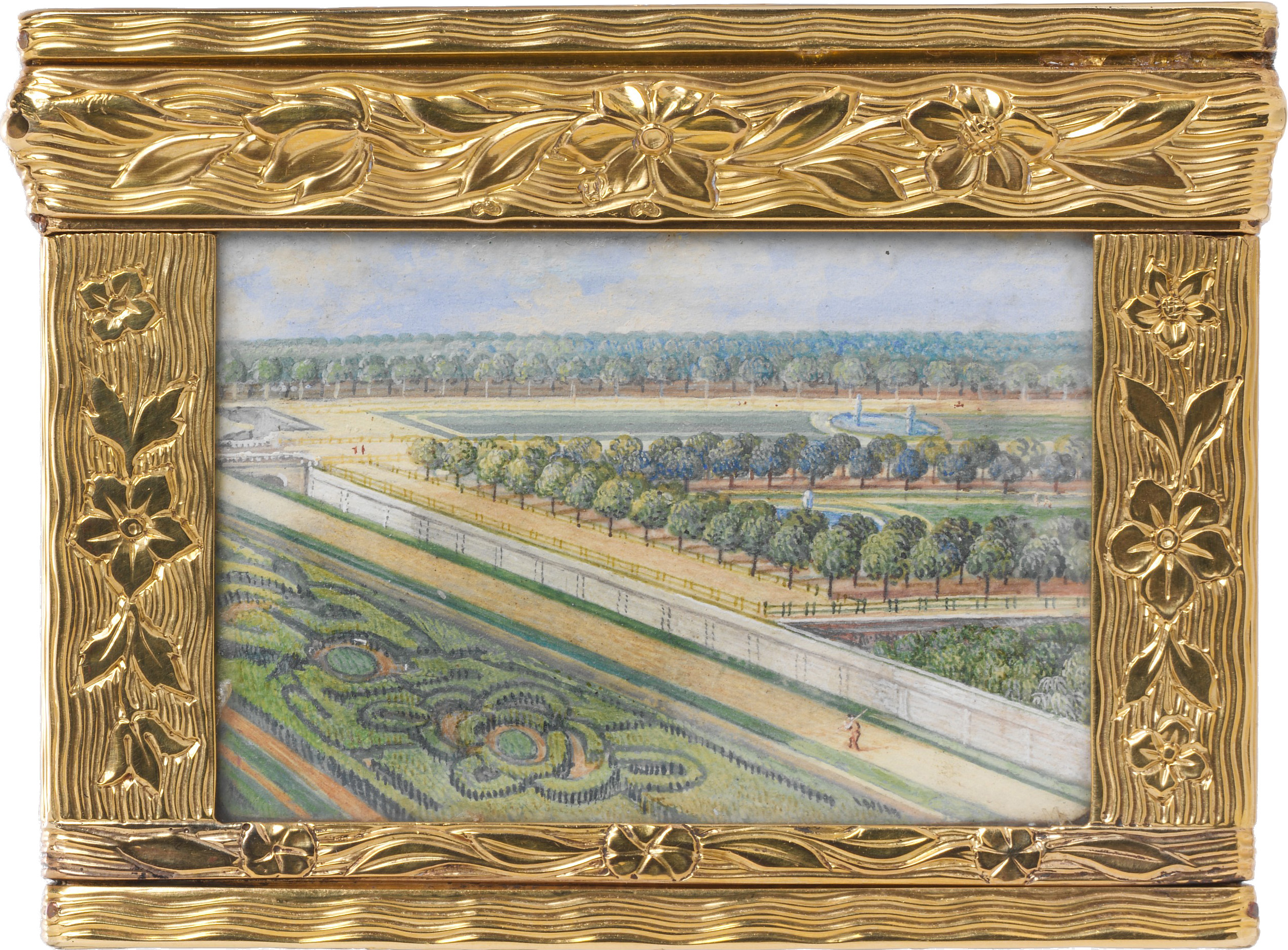
Tabatière Choiseul (Chanteloup), face latérale gauche : Vue sur les parterres du parc, au Nord-Est

Vue sur les parterres du parc de Chanteloup, au Nord-Est.

### Face latérale droite

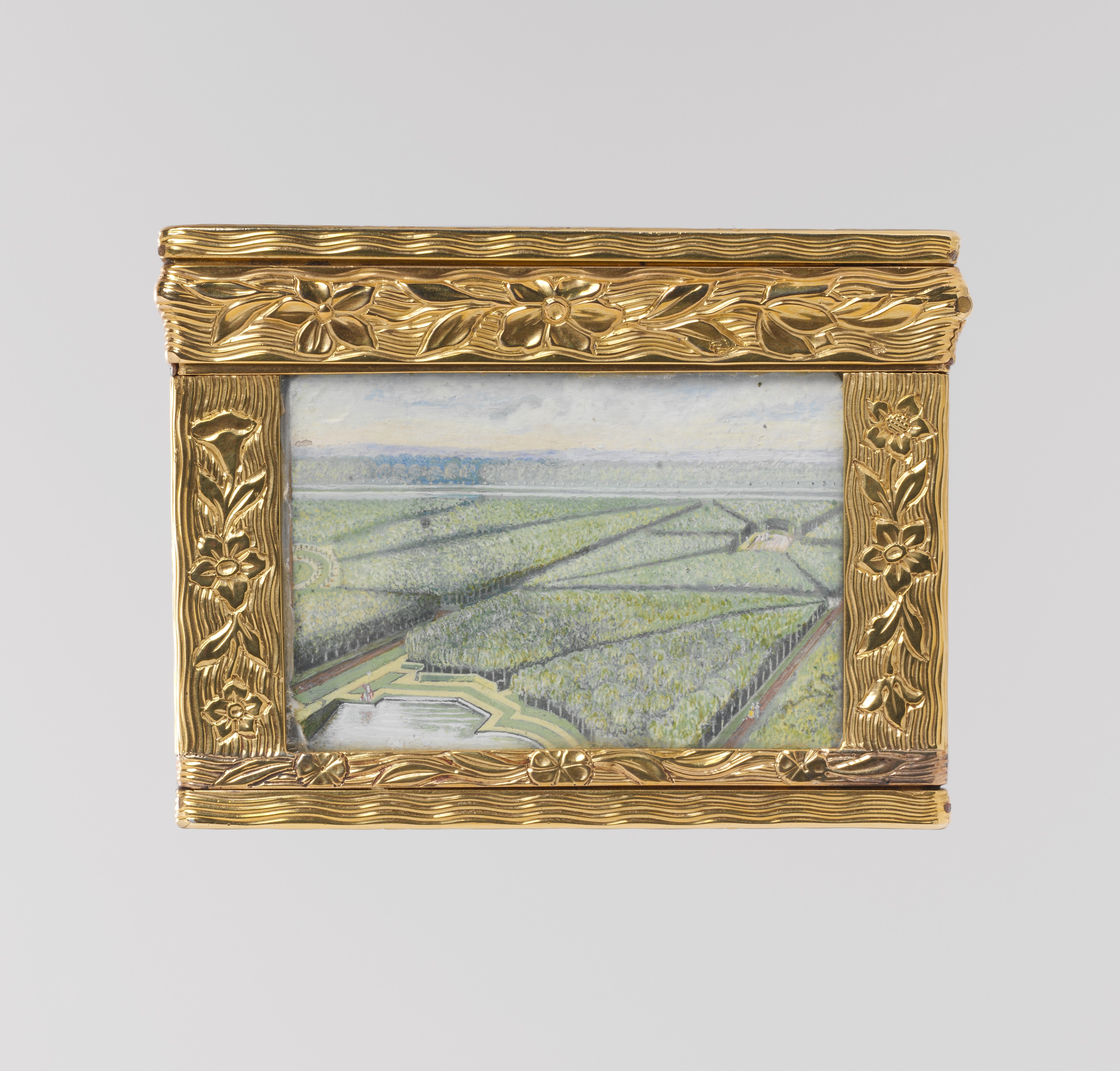
Tabatière Choiseul (Chanteloup) : face latérale droite

Vue sur les parterres du parc de Chanteloup.

### Face antérieure
Façade sur parc du château

### Face postérieure

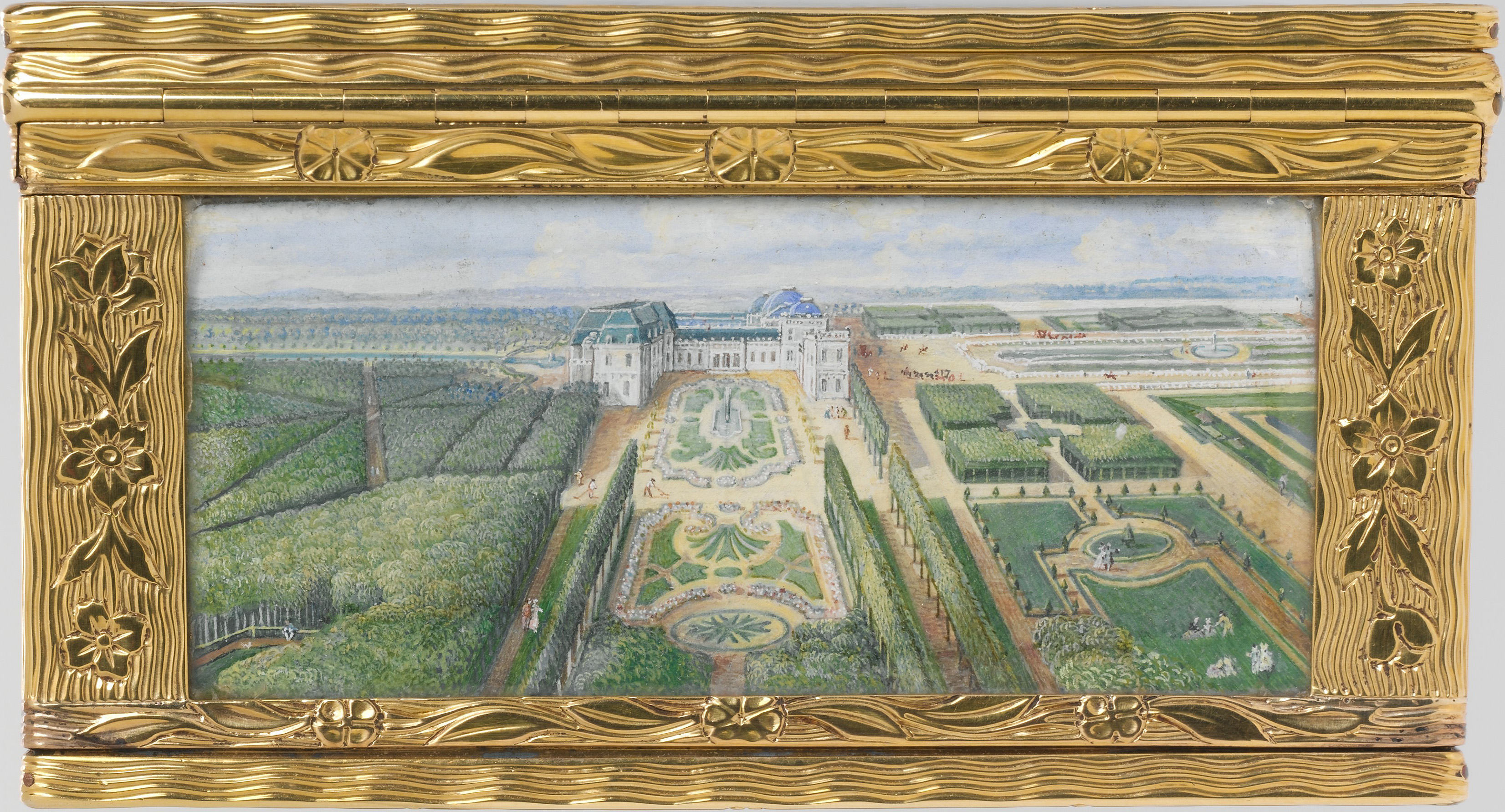
Tabatière Choiseul (Chanteloup), face postérieure : château vu du côté Est

Château vu du côté Est